# Halberstädter Flugzeugwerke
Halberstädter Flugzeugwerke o Halberstadt fue un fabricante alemán de aeronaves. Fue fundado el 9 de abril de 1912 bajo el nombre Deutsche Bristol Werke Flugzeug-Gesellschaft mbH en Halberstadt, Provincia de Sajonia.

## Historia

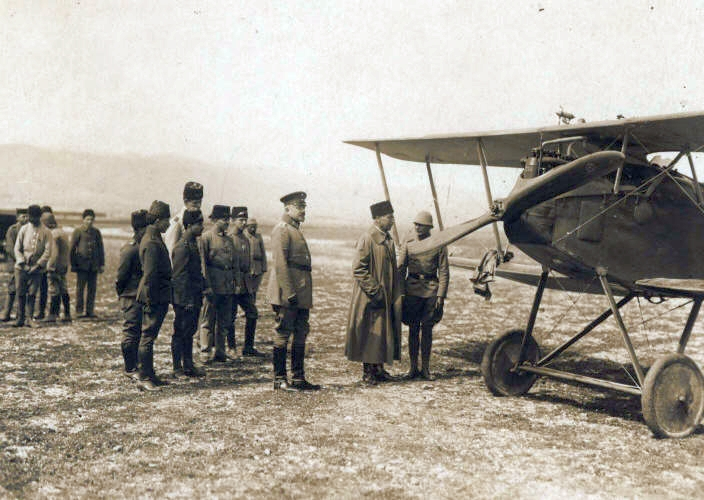
El as de la aviación Hans-Joachim Buddecke junto a su Halberstadt D.V, con el General Otto Liman von Sanders, Turquía, 1917.

La empresa conjunta británico-germana inicialmente produjo aeroplanos según el sistema de la British and Colonial Aeroplane Company, Ltd como los Bristol Boxkites y los monoplanos Bristol Priers, pero pronto pasó a sus propios desarrollos. En septiembre de 1913 la compañía fue renombrada Halberstädter Flugzeugwerke GmbH. Los jefes de diseño eran Hans Burkhardt, que posteriormente fue transferido a la Gothaer Waggonfabrik, y el director técnico y jefe de ingenieros Karl Theiss.
La compañía construyó más de 1700 aeronaves de reconocimiento (tipo C) y 85 aeronaves de caza (tipo D), que sirvieron en la Luftstreitkräfte (Fuerza Aérea Alemana) durante la I Guerra Mundial. Cuando la producción de aviones en Alemania fue prohibida según el Tratado de Versalles de 1919, la compañía renombrada 
Berlin-Halberstädter Industriewerke AG recurrió a la producción de maquinaria agrícola y la reparación de material ferroviario del Reichsbahn. Se abrieron procesos de insolvencia en 1926; la factoría de Halberstadt fue utilizada por Junkers a partir de 1935.

## Aeronaves
Además de aviones bajo licencia de observación o de escuela de vuelo de dos asientos (Halberstadt A.II), Halberstadt produjo aviones de exploración, aviones de ataque a tierra y aviones de caza:

### Halberstadt Tipo B
Los aviones tipo-B eran de dos asientos, desarmados, de reconocimiento construidos en 1914/15. Los biplanos estaban equipados con motores rotatorios Oberursel-Gnome, y posteriormente (B.II y B.III) con motores de seis cilindros en línea Mercedes. 
- Halberstadt B.I
- Halberstadt B.II
- Halberstadt B.III

### Halberstadt Tipo C

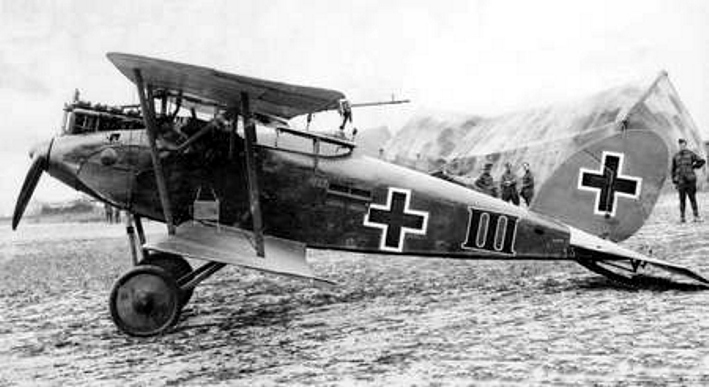
Halberstadt CL.II capturado en Flesselles, Francia, junio de 1918.

#### Aviones de reconocimiento
Aviones de dos asientos de reconocimiento con motores de seis cilindros refrigerados por líquido de 200 CV a 220 CV y velocidad máxima de 170 km/h. El primer vuelo del C.I fue en mayo de 1916 y del C.III a finales de 1916:
- Halberstadt C.I
- Halberstadt C.III
- Halberstadt C.V
- Halberstadt C.VII
- Halberstadt C.VIII
- Halberstadt C.IX

#### Avión de ataque a tierra
Aviones de dos asientos de ataque a tierra con motores de seis cilindros refrigerados por líquido de 160 CV a 185 CV, CL.IV con 100 CV, y una velocidad máxima de 165 km/h. El primer vuelo del CL.II fue en torno a febrero de 1917, el CL.IV a principios de 1918:
- Halberstadt CL.II
- Halberstadt CL.IV
- Halberstadt CLS.I

### Halberstadt Tipo D
Aviones de caza D.I a D.V: biplanos de caza de un solo asiento con motores de seis cilindros refrigerados por líquido con 100 CV a 150 CV y una velocidad máxima de 145 km/h. El primer vuelo del D.I en febrero de 1916, el D.II a finales de 1916, y el D.V a principios de 1917:
- Halberstadt D.I
- Halberstadt D.II
- Halberstadt D.III
- Halberstadt D.IV
- Halberstadt D.V

### Grandes aviones
Un prototipo de bombardero medio
- Halberstadt G.I